# 首都圏私立17大学
首都圏私立17大学（しゅとけんしりつ17だいがく）は、大学広報連絡懇談会「首都圏私立17大学」を正式名称とし、大学相互の広報・連絡・調査等を通して各大学の発展と私立大学の振興に寄与することを目的として、1968年、首都圏に所在する17の大学で発足した広報組織である。

## 概要
広報活動を目的とする東京12大学広報連絡協議会とも交流をし、1989年7月12日（水）、東京12大学広報連絡協議会がアルカディア市ヶ谷で催した25周年記念総会・講演会・祝賀会において、来賓挨拶をする等、広範な活動をしてきた。

## 加盟大学
（五十音順）
1. 亜細亜大学
2. 神奈川大学
3. 工学院大学
4. 駒澤大学
5. 成城大学
6. 大東文化大学
7. 拓殖大学
8. 玉川大学
9. 千葉工業大学
10. 千葉商科大学
11. 東京経済大学
12. 東京電機大学
13. 東京都市大学
14. 東京農業大学
15. 東京理科大学
16. 東洋大学
17. 立正大学